# Виговска партија (САД)
Виговска партија је била конзервативна политичка партија која је постојала у Сједињеним Државама средином 19. века. Поред мало веће Демократске странке, била је једна од две главне странке у Сједињеним Државама између касних 1830-их и раних 1850-их као део Другог партијског система. Четири председника су била повезана са Партијом виговаца бар део свог мандата. Остали истакнути чланови Виговске партије су Хенри Клеј, Данијел Вебстер, Руфус Чојт, Вилијам Сјуард, Џон Џеј Критенден и Џон Квинси Адамс. База подршке виговаца била је усредсређена на предузетнике, професионалце, плантажере, друштвене реформаторе, побожне протестанте (посебно евангелисте) и градску средњу класу у настајању. Имао је много мање подршке од сиромашних фармера и неквалификованих радника.
Партија је била непријатељски расположена према судбини Манифеста, територијалној експанзији на Тексас и југозапад и Мексичко-америчком рату. Није волела јаку председничку моћ коју су показали Џексон и Полк, и више је волела доминацију Конгреса у доношењу закона. Чланови су се залагали за модернизацију, меритократију, владавину права, заштиту од тираније већине и будност против тираније извршне власти. Они су фаворизовали економски програм познат као амерички систем, који је тражио заштитну тарифу, федералне субвенције за изградњу инфраструктуре и подршку националној банци. Партија је била активна и у северним и јужним Сједињеним Државама и није заузела чврст став о ропству, али су северни виговци имали тенденцију да имају мање подршке од својих демократских колега.
Виговци су се појавили 1830-их у опозицији са председником Ендруом Џексоном, окупљајући бивше чланове Националне републиканске партије, Антимасонске партије и незадовољне демократе. Виговци су имали неке слабе везе са угашеном Федералистичком партијом, али Виговска партија није била директан наследник те партије и многи лидери виговаца, укључујући Хенрија Клеја, били су у складу са ривалском Демократско-републиканском партијом . На председничким изборима 1836. четири различита регионална кандидата Вига добила су електорске гласове, али странка није успела да победи Џексоновог изабраног наследника Мартина ван Бјурена. Кандидат за Вигове Вилијам Хенри Харисон сменио је Ван Бјурена на председничким изборима 1840. године, али је умро само месец дана након свог мандата. Харисонов наследник, Џон Тајлер, бивши демократа, раскинуо је са Виговцима 1841. након сукоба са Клејем и другим лидерима Виговске партије око економске политике као што је поновно успостављање националне банке.
Клеј је изборио номинацију своје странке на председничким изборима 1844, али га је победио демократа Џејмс К. Полк, који је касније председавао Мексичко-америчким ратом. Кандидат Вига Закари Тејлор победио је на председничким изборима 1848, али Тејлор је умро 1850, а наследио га је Милард Филмор. Филмор, Клеј, Данијел Вебстер и демократа Стивен А. Даглас предводили су усвајање Компромиса из 1850. године, који је на неко време помогао да се смире тензије у појединим деловима после Мексичко-америчког рата. Без обзира на то, Виговци су претрпели одлучујући пораз на председничким изборима 1852. делом због партијских подела. Виговци су пропали након усвајања Закона Канзас-Небраска 1854. године, при чему се већина северних виговова на крају придружила Републиканској странци против ропства, а већина јужних вига придружила се нативистичкој америчкој партији, а касније и Партији уставне уније . Последњи трагови Виговске партије избледели су након почетка Америчког грађанског рата, али идеје вигова остале су утицајне деценијама. Током Линколнове администрације, бивши Виговци су доминирали Републиканском странком и усвојили већи део свог америчког система. Председници Абрахам Линколн, Радерфорд Б. Хејз, Честер А. Артур и Бенџамин Харисон били су Виговци пре него што су прешли у Републиканску партију, из које су изабрани на функцију.  Сматра се примарном партијом претходницом савремених републиканаца.

## Виговски председници САД
| Име                   | Председник САД (хронолошки) | Период    |
| --------------------- | --------------------------- | --------- |
| Вилијам Хенри Харисон | 9. председник               | 1841–1841 |
| Џон Тајлер            | 10. председник              | 1841–1845 |
| Закари Тејлор         | 12. председник              | 1849–1850 |
| Милард Филмор         | 13. председник              | 1850–1853 |

## Председнички избори
| Избори | Тикета                | Тикета                     | Резултати избора  | Резултати избора   | Резултати избора |
| Избори | Председнички кандидат | Кандидат за потпредседника | Популарно гласање | Електорски гласови | Рангирање        |
| ------ | --------------------- | -------------------------- | ----------------- | ------------------ | ---------------- |
| 1836.  | Вилијам Хенри Харисон | Францис Грејнџер           | 36,6%             | 73 / 294           | 2                |
| 1836.  | Хју Лосон Вајт        | Џон Тајлер                 | 9,7%              | 26 / 294           | 3                |
| 1836.  | Данијел Вебстер       | Францис Грејнџер           | 2,7%              | 14 / 294           | 4                |
| 1836.  | Вили Персон Мангум    | Џон Тајлер                 | 0%                | 11 / 294           | 5                |
| 1840.  | Вилијам Хенри Харисон | Џон Тајлер                 | 52,9%             | 234 / 294          | 1                |
| 1844.  | Хенри Клеј            | Теодор Фрилингхајзен       | 48,1%             | 105 / 275          | 2                |
| 1848.  | Захари Тејлор         | Милард Филмор              | 47,3%             | 163 / 290          | 1                |
| 1852.  | Винфилд Скотт         | Вилијам Александар Грејем  | 43,9%             | 42 / 296           | 2                |
| 1856.  | Милард Филмор         | Ендру Џексон Донелсон      | 21,5%             | 8 / 296            | 3                |